# 科列尼夫卡 (布倫區)
51°6′34″N 33°37′48″E / 51.10944°N 33.63000°E
科雷尼夫卡（烏克蘭語：Коренівка）是位於烏克蘭東北部的村莊，由蘇梅州科諾托普區的布林市鎮負責管轄。該村處於索羅卡和索羅欽斯凱之間，海拔高度161米，2001年人口44。